# 니시아라이병원
니시아라이병원(西新井病院)은 일본 도쿄도 아다치구에 위치한 병원이다.
1953년 5월에 제주도 출신인 재일 한국인 김만유에 의해 설립되었으며, 도쿄도의 재해 거점 병원으로 지정되었다.